# 저염식
저염식(低鹽食)은 소금, 특히 나트륨의 섭취량을 상대적으로 적게 제한한 음식이다.
나트륨을 많이 섭취하면 고혈압, 위암, 뇌졸중 등 성인병에 걸릴 확률이 높아진다. 염분이 많이 함유된 음식을 많이 섭취하는 지역에서는 생명유지에 필수적인 수준의 나트륨량 보다 훨씬 높은 량의 나트륨을 섭취하게 된다. 또한 나트륨 과다 섭취는 갈증을 유발시켜 수분섭취를 증가시키고 과도한 탄산음료 등을 소비하게 되는 원인이 되기도 한다. 병원에 입원하는 환자에게는 저염식이 제공되기도 하는데, 저염식은 염분에 익숙한 사람에게 맛이 없고 식욕을 떨어뜨린다는 비판도 있다.

## 염분이 많은 음식
- 젓갈
- 김치[2]
- 라면
- 칼국수

## 대체 음식
- 흑임자 소스, 사과 소스, 두부된장쌈장과 같이 저염분 소스를 활용한다.
- 김치를 소금이 아닌 식초에 절이거나,[2] 간장양념 겉절이로 대체한다.[1]

## 같이 보기
- 요붕증
- 소금과 건강
- 저나트륨혈증